# Dipodomys gravipes
Espèce
Statut de conservation UICN

 CR D : 
En danger critique
Dipodomys gravipes est une espèce de rongeurs de la famille des Heteromyidae. C'est un petit mammifère qui fait partie des rats-kangourous d'Amérique. On le rencontre au Mexique où il est en danger critique d'extinction, si ce n'est déjà le cas.
L'espèce a été décrite pour la première fois en 1925 par un zoologiste américain, Laurence Markham Huey (1892-1963).
En 2018, l'espèce a été de nouveau observée en Basse-Californie où quatre spécimens ont été découverts lors de travaux d'études classiques de recensement de routine. Un programme de protection géré par Terra Peninsular est actuellement en cours de mise en œuvre.https://www.ouest-france.fr/leditiondusoir/data/24630/reader/reader.html?t=1525364391770#!preferred/1/package/24630/pub/35464/page/5